# جیانلوکا توسکانو
جیانلوکا توسکانو (انگلیسی: Gianluca Toscano؛ زادهٔ ۱۳ ژانویهٔ ۱۹۸۴) بازیکن فوتبال اهل ایتالیا است.
از باشگاه‌هایی که در آن بازی کرده‌است می‌توان به باشگاه فوتبال آسکولی، باشگاه فوتبال ویرتوس لانچانو، باشگاه فوتبال لاتینا، باشگاه فوتبال پیزا، و باشگاه فوتبال آ.ث. میلان اشاره کرد.